# Alexandre Jubran
Alexandre Jubran (São Paulo, 1967) é um Designer e quadrinista brasileiro. Formado em Design na FAAP, Mestrado em História da Arte no Mackenzie, trabalhou nos anos 1990 para editoras norte-americanas como Marvel Comics (sendo responsável, entre outras, pelas HQs do Demolidor), Innovation Publishing e Image Comics, além de ter trabalhado com desenho de publicidade e como professor desenho e ilustração. No Brasil, adaptou o livro O Alquimista de Paulo Coelho e atuou principalmente como colorista de quadrinhos e fazendo ilustração e infografia para diversas editoras, além de livros de como desenhar publicado pelas editoras Editora Escala e Criativo. Atualmente, trabalha com quadrinhos no mercado franco-belga, especialmente para a editora Glénat sendo desenhista da série Jason et la toison d’or.
Alexandre ganhou o Troféu HQ Mix em 1999, 2000 e 2003 na categoria "melhor colorista", além do Prêmio Angelo Agostini em 2003 e 2004 como "melhor arte-técnica (colorista e letrista)" e o Prêmio Esso de criação gráfica em 2008.